# Dol pri Hrastniku
Dol pri Hrastniku (Duits: Thal bei Eichenthal) is een plaats in Slovenië en maakt deel uit van de gemeente Hrastnik in de NUTS-3-regio Zasavska. De plaats telde 1.405 inwoners op 1 januari 2020.

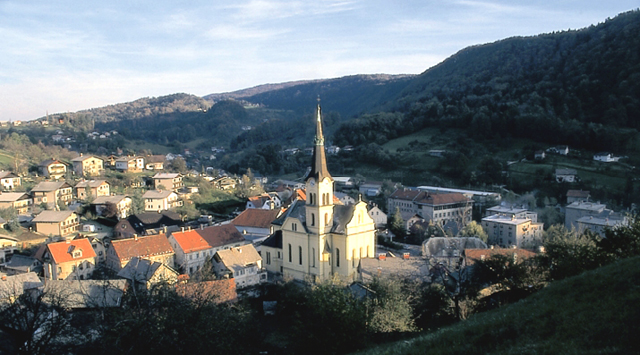
Skyline